# 혈맹단

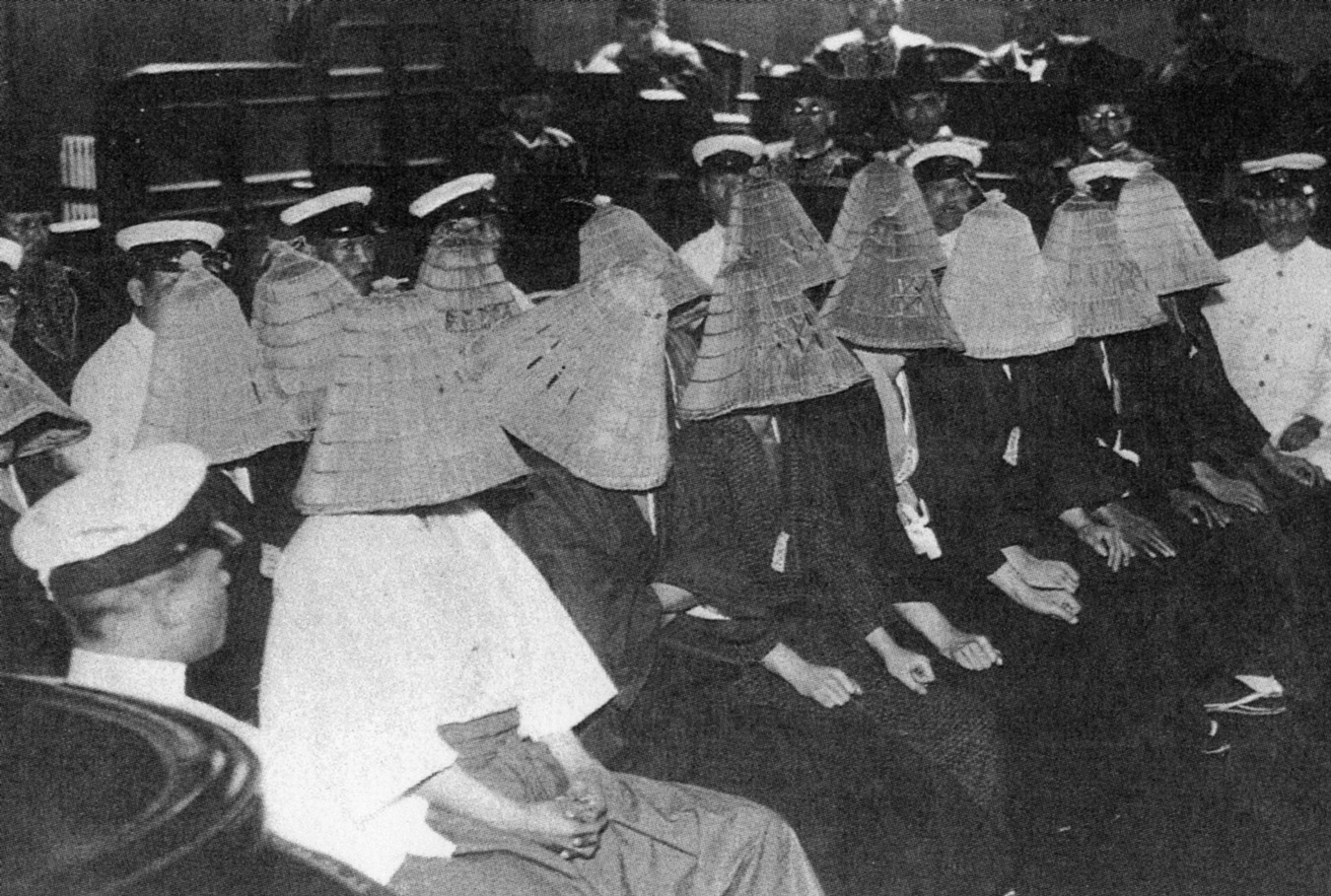
재판받는 혈맹단원들.

혈맹단(일본어: 血盟団 케츠메이단[*])은 전전 일본의 우익단체다. 일련종 승려 이노우에 닛쇼가 주동자였다.
이노우에는 이바라키현 오아라이정의 입정호국당을 거점으로 젊은이들을 모아 정치운동을 하고 있었는데, 1931년(쇼와 6년) 테러리즘을 통한 급진적 국가개조계획을 꾸몄다. “기원절 전후를 목표로 우선 민간 정재계 지도자를 암살하고 행동을 시작하면 해군 내부 동조자가 쿠데타 결행을 단행, 천황중심주의에 기초한 국가혁신이 이루어질 것”이라는 것이 이노우에의 구상이었다. 이노우에는 이 구상에 따라 그의 사상에 공명하는 청년들로 구성된 암살조직을 결성했다.
이노우에는 정당정치인, 재벌중진 등 20여명을 “사리사욕에만 몰두하여 국방을 경시하고 국리민복을 생각지 않는 극악인”으로 선정, 부하 멤버들에게 “일인일살”을 지령했다. 이노우에는 니시다 미츠기를 중심으로 하는 육군 황도파 측에 쿠데타 동참을 제안했다. 하지만 니시다는 스승 키타 잇키의 지령에 따라 이를 거부했다. 그래서 1932년(쇼와 7년) 1월 9일 해군들하고만 협의한 결과 2월 11일 기원절에 정재계 거두 암살을 결행하기로 결정되었다. 그런데 1월 28일 제1차 상하이 사변이 발발하여 해군 측 참여자들이 전선근무를 명령받게 되었다. 이에 민간인 단원들이 일인일살을 결행하고 상해에 출정한 해군 동지의 귀환을 기다리면서 육군을 억지로 끌어들여 쿠데타를 결행하기로 결정했다. 결행일은 2월 7일 이후로, 암살 타겟과 담당자는 다음과 같이 정했다.
- 미츠이합명회사 필두상무이사 이케다 시게아키 ← 오아라이정 소학교 훈도 후루우치 에이지(古内栄司)[1]
- 원로 사이온지 긴모치 ← 도쿄대학 문학부 학생 이케부쿠로 마사오치로(池袋正釟郎)[1]
- 전 외무대신 시데하라 기주로 ← 도쿄대학 문학부 학생 히사기 타스케히로(久木田祐弘)[1]
- 전 내각총리대신 와카츠키 레이지로 ← 도쿄대학 법학부 학생 타나카 쿠니오(田中邦雄)[1]
- 귀족원의장 도쿠가와 이에사토 ← 국학원대학 신토과 학생 스다 타로(須田太郎)[2]
- 내대신 마키노 노부아키 ← 도쿄대학 법학부 학생 요츠모토 요시타카(四元義隆)[1]
- 전 대장대신 이노우에 준노스케 ← 오아라이정 농민 오누마 쇼
- 추밀원의장 이토 미요지 ← 오아라이정 농민 히시누마 고로
- 미츠이합명회사 이사장 단 타쿠마 ← 오아라이정 농민 쿠로사와 다이지
- 현 내각총리대신 이누카이 츠요시 ← 교토대학 법학부생 모리 켄지[2]

2월 9일, 전 대장대신이자 입헌민정당 간사장 이노우에 준노스케가 선거응원 연설차 혼고정의 코마모토(駒本)소학교를 방문했다. 이노우에가 자동차에서 내려 몇 걸음 걸었을 때 오누마가 접근, 손전등 안에서 마우저 권총을 꺼내 5발을 발사했다. 이노우에 준노스케는 하마구치 내각에서 대장대신을 역임하면서 금해금(金解禁)을 단행하면서 대공황에 휘말려 일본 경제를 엉망으로 만들었고, 또한 해군 예산 삭감을 추진했기에 제1표적이 된 것이다. 오누마는 그 자리에서 체포되었고 이노우에 준노스케는 병원에 실려갔지만 사망했다.
이노우에 준노스케가 암살된 뒤 이노우에 닛쇼는 이토 미요지 암살이 어려워졌다고 판단하고, 이시누마의 새로운 목표로 입헌정우회 간부이자 전 검사총장 스즈키 키사부로를 할당했다. 히시누마는 스즈키가 2월 27일 가와사키시의 미야마소학교에서 연설회를 한다는 것을 듣고 당일 찾아갔지만 스즈키의 연설은 중단되었다. 그래서 다음날 아시 목표변경 지령을 받아 히시누마는 미츠이 재벌의 총수(미츠이합명 이사장)인 단 타쿠마를 암살하게 되었다. 미츠이 재벌은 달러 매수투기로 이익을 올리고 있었고, 노동조합법을 앞장서서 반대했기에 표적이 된 것으로 여겨진다. 이시누마는 3월 5일 권총을 숨긴 채 도쿄 니혼바시에 있는 미츠이 은행 본점(미츠이 본관) 현관 앞에서 대기하고 있다가 출근한 단을 사살하고 그 자리에서 체포되었다.
오누마와 히시누마는 경찰에서 묵비권을 행사했지만, 두 사람이 이바라키현 나카군 출신의 동향이고 나이도 22세로 같았기 때문에 경찰이 그 주변을 탐문, 곧 이노우에 닛쇼를 수괴로 하는 암살조직의 존재가 밝혀졌다. 이노우에는 토야마 미츠루의 보호를 받아 수사망을 빠져나가려 했지만 결국 3월 11일 경찰에 출두하고 관계가 14명이 일제히 체포되었다. 오누마는 권총 출저가 카스미가우라 해군항공대 소속 후지이 히토시 중위에게서 입수한 것이라고 자백했다. 재판 결과 수괴 이노우에 닛쇼와 살인을 실행에 옮긴 오누마와 히시누마 두 사람에게 무기징역이 선고되었고, 다른 단원들도 공동정범으로 실형을 받았다. 하지만 연루되었다고 증언된 해군 측 관계자들은 체포되지 않았다.
코가 키요시와 나카무라 요시오가 3월 13일 혈맹단 잔당을 모으고, 타치바나 고자부로의 애향숙을 참여시킨 뒤 육군사관후보생들을 포섭, 또한 오카와 슈메이 등의 원조를 약속받은 뒤 재차 육군을 끌어들이는 집단테러를 감행할 계획을 세웠다. 한 달여 뒤 그것을 실행에 옮긴 것이 5·15 사건이다. 한편 니시다 미츠기는 육군의 혈맹단 참여를 만류했기 때문에 배신자로 찍혀서 5·15 때 저격되어 죽을 뻔 한다.
혈맹단 사건으로 사법처리된 이들은 1940년(쇼와 15년) 사면으로 출옥했다.